# روبرتو فريدريك
روبرتو فريدريك (بالإسبانية: Roberto Friedrich)‏ هو مجدف مكسيكي، ولد في 9 مايو 1945 في مدينة مكسيكو في المكسيك.

## وصلات خارجية
- روبرتو فريدريك على موقع الاتحاد الدولي للتجديف (الإنجليزية)
- روبرتو فريدريك على موقع اللجنة الأولمبية الدولية (الإنجليزية)
- روبرتو فريدريك على موقع أوليمبيديا (الإنجليزية)